# Asilus ignauus
Asilus ignauus är en tvåvingeart som beskrevs av Müller 1764. Asilus ignauus ingår i släktet Asilus och familjen rovflugor.
Artens utbredningsområde är Danmark. Inga underarter finns listade i Catalogue of Life.